# Deinsen
Deinsen ist ein Gemeindeteil von Eime, einem Flecken in der Samtgemeinde Leinebergland, im niedersächsischen Landkreis Hildesheim.

## Geografie
Die Leine fließt 3 km entfernt östlich. Die B 3 verläuft ebenfalls östlich, aber in 2,8 km Entfernung. Durch den Ort verläuft die K 409, die 1 km entfernt westlich in die B 240 mündet. Er liegt in einer Dehne oder Niederung unterhalb des Külfs.

## Geschichte
Als Ersterwähnung des Ortes Deinsen gilt eine Urkunde des Bischofs Bernward von Hildesheim aus dem Jahr 1146. Der Ortsname scheint von den durch die Bewohner zahlreich zu verrichtenden Herrendiensten hergeleitet zu sein.
Wilhelm Barners „Beschreibung der Sala im Amt Lauenstein“ aus dem Jahr 1744 führt für Deinsen die Namen ursprünglich „Deynhusen“ im 13. und 14. Jahrhundert, „Dedensen“ im 17. Jahrhundert und danach zumeist „Deynsen“ auf. Rudorff nannte im Jahr 1845 in seiner Beschreibung „Das Amt Lauenstein“ Deensen als übliche Bezeichnung des Ortes Deinsen.
Vor dem Jahr 1500 gingen zwei Deinsen benachbarte Dorfschaften unter. Bantensen, oder auch Banste, und Oleshusen, oder auch Oelze. Nach der Beschreibung der Sala im Amt Lauenstein übersiedelten die Bewohner nach Deinsen. Neben einigen Flurnamen und der Erwähnung Bantensens in Lehnsbriefen der Familie Caspaul (heute Saudhof) zeugte davon noch 1845 die Existenz dreier Schäfereien in Deinsen. Laut Das Amt Lauenstein hingegen wurde Oleshusen mit Deilmissen vereinigt.

### Eingemeindungen
Deinsen wurde im Zuge der Gebietsreform in Niedersachsen am 1. März 1974 ein Ortsteil des Flecken Eime und mit diesem 2016 in die Samtgemeinde Leinebergland eingegliedert.

### Einwohnerentwicklung
| Jahr | Einwohner | Quelle |
| ---- | --------- | ------ |
| 1845 | 0482 ¹    | [ 3 ]  |
| 1910 | 453       | [ 5 ]  |
| 1925 | 433       | [ 6 ]  |
| 1933 | 409       | [ 6 ]  |
| 1939 | 434       | [ 6 ]  |
| 1950 | 835       | [ 7 ]  |
| 1956 | 692       | [ 7 ]  |
| 1973 | 494       | [ 1 ]  |
| 2016 | 359       | [ 2 ]  |

¹ in 59 Wohnhäusern
|  |

## Politik

### Gemeinderat und Bürgermeister
Deinsen wird auf kommunaler Ebene von dem Gemeinderat des Fleckens Eime vertreten.

### Wappen
Der Gemeinde wurde das Kommunalwappen am 3. August 1937 durch den Oberpräsidenten der Provinz Hannover verliehen. Der Landrat aus Alfeld überreichte es am 17. Februar 1938.
| Wappen von Deinsen | Blasonierung: „Auf rotem Schild drei silberne Hirschgeweihstangen, waagerecht von rechts nach links übereinandergestellt.“ |
| Wappen von Deinsen | Wappenbegründung: Das Dorf Deinsen erlangte seinen heutigen Bestand durch die Eingemeindung der beiden Ortschaften Bantensen und Oleshusen, deren Bewohner bereits vor 1500 nach Deinsen übersiedelten. Am Grundbesitz der drei Dörfer sind neben verschiedenen geistlichen Herrschaften in hervorragendem Maße die Grafen von Spiegelberg beteiligt gewesen. Aus dem Wappen dieser Grundherren, die den Hirsch bzw. dessen Geweih im Schilde zeigten, ist das Gemeindewappen von Deinsen hergeleitet. Für jedes der drei Ursprungsdörfer ist eine Hirschgeweihstange gesetzt. |

## Kultur und Sehenswürdigkeiten

### Bauwerke

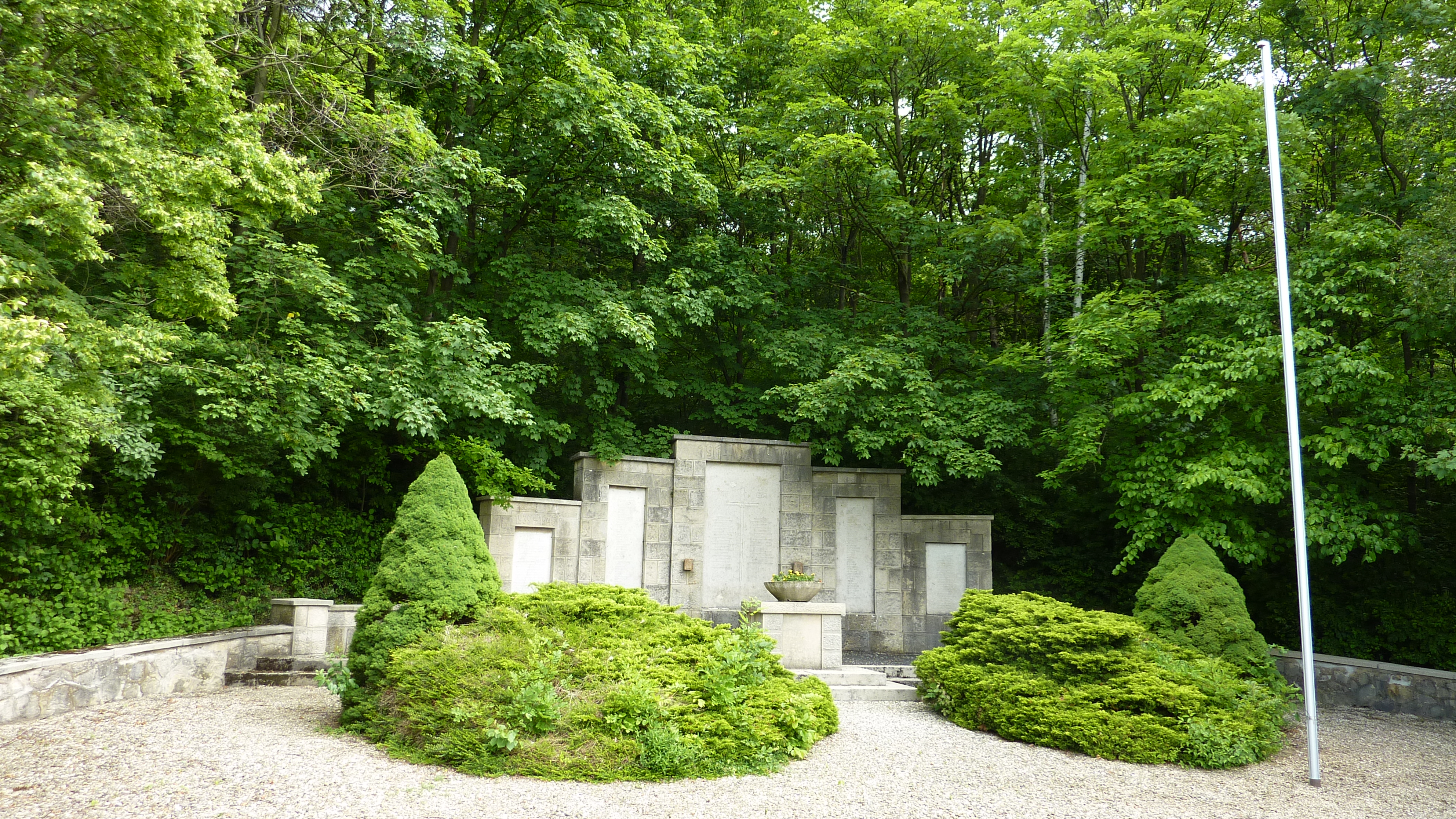
Das Ehrenmal Deinsen (2010)

- Kirche

Deinsens evangelische Kirche ist dem Heiligen Nikolaus geweiht. Der im romanischen Stil gebaute untere Teil ihres Kirchturms stammt aus dem 12. Jahrhundert. Er diente den Einwohnern bei Gefahr als Zufluchtsort. Die oberen Geschosse stammen aus dem 14. Jahrhundert und sind im gotischen Stil. Der ungegliederte Turm besteht aus Kalkbruchsteinmauerwerk mit Werksteinen aus Kalkstein. In späteren Jahrhunderten erfolgten mehrfach Veränderungen und Umbauten am Turm. So wurde Anfang des 16. Jahrhunderts die Südtür eingebaut, später die vermutlich bauzeitliche Nordtür und der Westeingang vermauert und die Turmhalle mit zwei Kreuzgewölben überdeckt. Im 17. oder 18. Jahrhundert wurden zwei sandsteingewändete Fenster im Mittelgeschoss ergänzt. Der querrechteckige Turm hat ein querliegendes pfannengedecktes Satteldach. Die an der Ostseite des Turms angebaute klassizistische Saalkirche entstand im Jahr 1843 nach Plänen des Konsistorialbaumeisters Ludwig Hellner. Das sechsachsige Bauwerk aus Kalksteinquadern mit hohen, rundbogigen Türen und Fenstern hat ein Walmdach. Im etwas zurückgesetztem Mittelteil der dreischiffigen Ostseite trägt die Tür im Untergeschoss die Jahreszahl 1843. Das Kirchenschiff hat Zementfußboden, verputzte Wände und eine flache Schaldecke. Zu ihrer Ausstattung gehört eine sandsteinerne sechseckige Taufe aus Sandstein aus 1636.
- Ehrenmal

Das Ehrenmal der Gemeinde Deinsen für die Gefallenen der Gemeinde im Ersten Weltkrieg wurde im Jahr 1937 auf einem Wiesendreieck unterhalb des Külfs errichtet. Der Bau entstand nach Plänen des Lehrers Karl Kaye. Die Einwohner wurden zur Beteiligung in Form von Geldspenden und Arbeitsleistungen veranlasst. Innerhalb einer Ringmauer von etwa 15 m Durchmesser mit drei Durchgängen stand auf einem Steinblock eine Opferschale vor drei Marmortafeln. Das Ehrenmal wurde 1957 um Tafeln mit den Namen der im Zweiten Weltkrieg Gefallenen aus Deinsen erweitert.

### Vereine
Die Freiwillige Feuerwehr Deinsen wurde 1902 gegründet und übernahm die Aufgaben und Ausrüstung der vorherigen Pflichtfeuerwehr.
Der TSV Deinsen wurde 1947 gegründet. Der seit 1971 eingetragene Verein spielt in der Fußball-Kreisliga Hildesheim. Seit 1977 gibt es auch eine Damenmannschaft.

## Wirtschaft und Infrastruktur
Öffentliche Einrichtungen
Deinsen hatte bereits im Jahr 1585 eine Schule. Bis in die 1970er Jahre gab es eine Volksschule im Ort, für die zuletzt 1958 ein Neubau errichtet wurde. Das Gebäude dient heute als Dorfgemeinschaftshaus. Seit 1974 beherbergte das Obergeschoss des Hauses den als ersten Kindergarten der Gemeinde Eime eingerichteten Kinderspielkreis. Aus diesem ging im Jahr 2005 der Deinser Kindergarten hervor.
Die im ehemaligen Pfarrhaus untergebrachte Gemeindebücherei verfügt über etwa 3000 Bücher und rund 55 Leser.